# Alejandro Demaría
Alejandro Demaría, noto anche col nome italianizzato Alessandro De Maria e conosciuto in Brasile come Alexandre De Maria (Votorantim, 19 giugno 1904 – Santos, 17 marzo 1968), è stato un calciatore brasiliano naturalizzato italiano, di ruolo attaccante.

## Carriera
Ha giocato nel Corinthians e poi nella Lazio. Fu il primo giocatore della squadra capitolina a segnare una tripletta nel derby di Roma: la partita si disputò l'11 marzo 1934 e portò i biancocelesti ad un clamoroso pareggio, da 3-0 a 3-3. In totale ha segnato 5 gol nella stracittadina (così come Tommaso Rocchi, due in meno rispetto a Silvio Piola, autore di 7 reti nel derby romano con la maglia della Lazio).

## Statistiche

### Presenze e reti nei club
| Stagione           | Club               | Campionato | Campionato | Campionato |
| Stagione           | Club               | Comp       | Pres       | Reti       |
| ------------------ | ------------------ | ---------- | ---------- | ---------- |
| 19??-19??          | Independência      | ?          | ?          | ?          |
| 1928-1931          | Corinthians        | ?          | ?          | ?          |
| 1931-1932          | Lazio              | A          | 31         | 10         |
| 1932-1933          | Lazio              | A          | 29         | 7          |
| 1933-1934          | Lazio              | A          | 26         | 8          |
| 1934-1935          | Lazio              | A          | 17         | 4          |
| Totale Lazio       | Totale Lazio       |            | 103        | 29         |
| 1935-1936          | Corinthians        | ?          | ?          | ?          |
| Totale Corinthians | Totale Corinthians |            | ?          | ?          |

## Palmarès

### Club
- Campionato paulista: 3

Corinthians: 1928, 1929, 1930